# Мелло, Энтони де
Энтони Де Мелло (англ. Anthony de Mello; 4 сентября 1931, Бомбей, Британская Индия — 2 июня 1987, Нью-Йорк, США) — католический священник, писатель, монах-иезуит, психотерапевт, мистик.
Его книги о духовности стали широко известными, во многом благодаря тому что его работы являются простыми, легко доступными для любого читателя. В своих книгах синтезировал притчи восточных народов, учения христианства, буддизма, индуизма, а также анекдоты, рассказы о Ходже Насреддине и прочее.
Его духовные мысли были несколько спорными для догмы католицизма, главным образом потому, что многие из них родились под влиянием восточных мировоззрений, преимущественно буддизма. Несмотря на неприятие многих христианских теологов, его работы стали популярными в том числе, и даже прежде всего, среди христиан, особенно среди заинтересованных в изучении духовности Святого Игнатия (Игнатий де Лойола), поклонником Духовных Упражнений которого был Де Мелло.

## Биография
Тони Де Мелло родился 4 сентября 1931 года в Санта-Круз, пригороде Бомбея. Его родители, Фрэнк и Луиза Де Мелло, родились в португальской колонии Гоа на юго-западе Индии и происходили из индийских католических семей с 400-летней традицией. Католической вере его родители были исключительно преданы, и сам Тони ещё с детства хотел стать священником.
Тони начал своё образование в управляемой иезуитами школе Святого Станислава. 1 июля 1949 года он стал иезуитом, поступив послушником в иезуитскую семинарию в пригороде Бомбея. Через двадцать лет он станет ректором этой семинарии. В 1952—1955 де Мелло изучает философию в Испании, примерно после этого периода он пережил некую внутреннюю эволюцию, когда из поклонника дисциплины Ордена Иезуитов он превращается в религиозного либерала, всё более обращаясь к восточной духовности и мистике.
23 марта 1961 стал священником, рукоположен в церкви святого Петра в Бандре, Бомбей. В 1963—1964 изучает психологию в Чикаго, США, где получает степень магистра психологии. Фрейдизм, коллективные психотерапевтические техники Де Мелло также приносил в свои книги и медитации. Во второй половине 1960-х, после преподавания духовности в Италии, много работает в Индии, где и основывает Институт Пастырской Консультации и Духовности в городе Пуна, переехавший позднее в город Лонавла и со временем переименованный в Институт «Садхана». 1 июня 1987 Де Мелло умер в Нью-Йорке. Похоронен на иезуитском кладбище при церкви св. Петра в Бандре.
При жизни Де Мелло издал всего четыре книги, ещё несколько существовали в рукописях и были изданы после его смерти.

## Позиция Католической церкви
В 1998 году, через 11 лет после смерти Де Мелло, Конгрегация по Вероучению издала «Предупреждение относительно трудов отца Энтони де Мелло SJ», где осудила многие его идеи, как несовместимые с христианством. Кардинал Ратцингер, позднее ставший Римским Папой, обращаясь к Конференциям епископов, призвал последних принять решение об изъятии его книг из обращения. Многие были встревожены, поскольку рассматривали де Мелло как духовного лидера нового времени.
Однако позднее Информационная Служба Ватикана в пресс-релизе дала «Объяснительную ноту» с подробными комментариями и цитатами из книг Де Мелло, которые вызвали предыдущие возражения. В итоге Католическая Церковь стала просто призывать, чтобы книги Де Мелло издавались с соответствующим предупреждением (что, впрочем, Де Мелло и сам делал) о том, что эти книги не были написаны только для католической аудитории, и не всё, что в них содержится, совместимо с католическим вероучением.